# Hällaryd
Hällaryd is een plaats in de gemeente Karlshamn in het landschap Blekinge en de provincie Blekinge län in Zweden. De plaats heeft 553 inwoners (2005) en een oppervlakte van 70 hectare en ligt aan de kust.